# Горєлов Олександр Михайлович
Олександр Михайлович Горєлов (рос. Александр Михайлович Горелов; 14 жовтня 1981, м. Москва, СРСР) — російський хокеїст, захисник.
Виступав за ЦСКА (Москва), «Крила Рад» (Москва), «Нафтохімік» (Нижньокамськ), ХК «МВД» (Твер), «Сєвєрсталь» (Череповець), «Хімік» (Воскресенськ), «Рись» (Подольськ), «Німан» (Гродно).

## Досягнення
- Срібний призер чемпіонату Білорусі (2011).